# Černá hora (Riesengebirge)
Der Berg Černá hora (deutsch Schwarzenberg; schlesisch Schwoarza Barg) liegt im östlichen Riesengebirge und befindet sich oberhalb der Stadt Janské Lázně (Johannisbad).
Auf dem Gipfel steht ein 1978 errichteter Hörfunk- und Fernsehsender, der auch dem Polizei- und Mobilfunk dient. Hier arbeiten unter anderem drei digitale TV-Sender mit einer effektiven Strahlungsleistung von je 100 kW. Auch der Radiosender Hitrádio Černá Hora nutzt ihn.
Nahe der ehemaligen Bergstation befindet sich ein 1928 erbauter eiserner Aussichtsturm, der heute auch Träger etlicher Richtfunk-Antennen ist. Er ist 25,7 m hoch und trägt in 21 m Höhe eine Aussichtsplattform, die über eine Wendeltreppe erreichbar ist.
Von Johannisbad aus führt seit 1928 eine mehrfach erneuerte Kabinenseilbahn auf den Schwarzenberg. An der Bergstation der derzeitigen Seilbahn befindet sich ein Spielplatz und man kann Roller ausleihen.
Es sind einige weitere genutzte Gebäude sowie die verfallene Sokolská bouda (erbaut 1928, 2012 nurmehr eine Ruine) im relativ flachen, bewaldeten Gipfelgebiet, das von asphaltierten Wegen durchzogen ist.
Hin zum Světlá hora befindet sich am Berg ein ca. 60 Hektar großes Torfmoor (Černohorské rašeliniště). Das gesamte Gebiet ist Bestandteil des Nationalparkes Riesengebirge (Krkonošský národní park, kurz KRNAP) und enthält Gebiete der Zone I (streng naturbelassen) und Zone II (kontrolliert natürlich).